# Arthur Henderson
Arthur Henderson, né le 13 septembre 1863 à Glasgow et mort le 20 octobre 1935 à Londres, est un syndicaliste et homme politique britannique (écossais), partisan du désarmement qui reçut le prix Nobel de la paix en 1934. Il dirige le Parti travailliste à trois reprises, entre 1908 et 1910, de 1914 à 1917 et de 1931 à 1932.

## Jeunesse ouvrière
Fils d'un ouvrier du textile qui meurt alors qu'il n'a que dix ans, Arthur Henderson naît à Glasgow, en Écosse, en 1863. Après la mort de son père, sa famille déménage à Newcastle upon Tyne, dans le nord-est de l'Angleterre. Il commence à travailler dans une usine de locomotives à l'âge de douze ans. À 17 ans, son apprentissage terminé, il part pour Southampton puis revient à Newcastle pour travailler dans une fonderie. Il se convertit au méthodisme en 1879, et cette religion l'influence fortement. Ayant perdu son travail en 1884, Arthur Henderson se consacre à son éducation et à la prédication religieuse.
Toutefois, Henderson intègre le monde complexe des syndicats ouvriers. En 1892, il travaille comme organisateur rétribué pour le syndicat des fondeurs (Iron Founders Union), qu'il représente au North East Conciliation Board. Henderson pense que les grèves font plus de mal que de bien et s'efforce de dissuader les ouvriers d'y recourir. C'est pour cette raison qu'il s'oppose à la formation de la General Federation of Trade Unions. Il est convaincu qu'elle causera davantage de grèves.

## Dirigeant du Parti travailliste
En 1900, Arthur Henderson est l'un des 129 délégués, syndicalistes et socialistes, qui votent la motion de James Keir Hardie créant le Labour Representation Committee, dont il devient le trésorier en 1903. Cette année-là, il est aussi élu député de Barnard Castle lors d'une élection partielle. Le Labour Party, officiellement fondé en 1906, remporte cette même année son premier succès électoral. En 1908, Arthur Henderson est élu pour remplacer Keir Hardie à la tête du Parti travailliste qu'il dirige pendant deux ans.
En 1914, Ramsay MacDonald démissionne de la direction du Parti travailliste pour protester contre l'entrée en guerre de la Grande-Bretagne. Arthur Henderson reprend la direction du parti et rejoint en 1915 le gouvernement de coalition d'Herbert Henry Asquith. Il devient alors le premier travailliste membre d'un cabinet, en tant que ministre de l'Éducation. Lorsqu'en 1916, David Lloyd George remplace Asquith, Henderson entre dans le cabinet de guerre restreint comme ministre sans portefeuille. Deux autres travaillistes entrent au gouvernement : John Hodge (ministre du travail) et George Barnes (ministre des retraites). Henderson quitte le gouvernement en août 1917 à la suite du rejet par le cabinet de sa proposition de conférence internationale sur la guerre. Peu après, il quitte la tête du Parti travailliste.
Battu et réélu plusieurs fois à la Chambre des Communes au cours des années suivantes, lors d'élections générales ou partielles, Henderson entre en 1924 dans le premier gouvernement travailliste constitué par MacDonald. Soumis à une campagne de presse intense orchestrée par le Daily Mail lui reprochant ses complaisances vis-à-vis de l'URSS, ce cabinet ne dure guère. Après la chute du gouvernement, Henderson refuse de disputer à MacDonald la direction du Parti travailliste, en dépit des prières de plusieurs députés. Regrettant les divisions internes du Labour, il expose son programme pour le parti dans son dépliant Labour and the Nation.

## Ministre des Affaires étrangères
En 1929, le Parti travailliste constitue un nouveau gouvernement minoritaire et MacDonald nomme Henderson au poste de Ministre des Affaires étrangères. Il s'efforce de réduire les tensions internationales en Europe, rétablissant les relations avec l'URSS et apportant le soutien complet britannique à la Société des Nations. Le gouvernement travailliste parvient à fonctionner sans majorité parlementaire, mais la Grande Dépression le plonge dans une crise fatale.
En 1931, le déficit budgétaire atteint un niveau tel que toute la confiance envers le système financier britannique en est ébranlée. Le gouvernement veut maintenir le système du étalon-or mais se divise sur les mesures à prendre. Une minorité du cabinet, derrière Arthur Henderson, refuse d'amputer les indemnités de chômage pour réduire le déficit budgétaire. MacDonald annonce alors le 24 août 1931 la formation d'un gouvernement d'union nationale d'urgence constitué de membres de tous les partis ayant pour but de combattre la crise. Le Parti travailliste désavoue ce gouvernement et exclut MacDonald et ses partisans.
Henderson reprend la direction du Parti travailliste, qu'il oriente dans une politique critique à l'égard du gouvernement. Ce dernier organise et remporte largement des élections générales en 1931. Les travaillistes n'ont plus que 46 députés, Henderson lui-même ayant perdu son siège. L'année suivante, il quitte pour la dernière fois la tête du Parti travailliste. Il retourne une dernière fois au Parlement à l'issue d'une élection partielle.
Henderson consacre les dernières années de son existence à la lutte contre la guerre. Il préside la Conférence mondiale pour le désarmement à Genève et en est récompensé par le prix Nobel de la paix en 1934. Il meurt l'année suivante à l'âge de 72 ans.
Deux de ses fils mèneront une carrière politique au sein du Parti travailliste et seront anoblis. William Henderson, son deuxième fils, deviendra baron Henderson en 1945, et son troisième fils, Arthur, sera créé baron Rowley en 1966.